# Зеленодољск
Зељенодољск (рус. Зеленодольск) град је у Русији у републици Татарстан. Према попису становништва из 2010. у граду је живело 97.651 становника.
Зеленодољск лежи на Волги, тако да је тај град важан саобраћајни центар Татарске републике. У граду се налази бродоградилиште. Током Хладног рата, Зеленодољск је био тајна база за изградњу бродова. Зеленодољск има џамију изграђену 1980. 

## Становништво
Према прелиминарним подацима са пописа, у граду је 2010. живело 97.651 становника, 2.488 (2,48%) мање него 2002.
| 1939.  | 1959.  | 1970.  | 1979.  | 1989.  | 2002.   | 2010.  |
| ------ | ------ | ------ | ------ | ------ | ------- | ------ |
| 30.230 | 60.472 | 76.961 | 84.504 | 94.079 | 100.139 | 97.674 |

## Партнерски градови
- Кронштат